# گار آلپروویتز
گار آلپروویتز (انگلیسی: Gar Alperovitz؛ زادهٔ ۵ مهٔ ۱۹۳۶) اقتصاددان، مورخ، و استاد دانشگاه اهل ایالات متحده آمریکا است.
وی همچنین برندهٔ جوایزی همچون کمک‌هزینه گوگنهایم شده است.

## تحصیلات و اوایل کار
آلپروویتز در سال ۱۹۳۶ در راسین، ویسکانسین متولد شد و در دبیرستان ویلیام هورلیک تحصیل کرد. او در سال ۱۹۵۹ از دانشگاه مدیسون-ویسکانسین با مدرک تاریخ آمریکا و در سال ۱۹۶۰ از دانشگاه کالیفرنیا، برکلی با مدرک کارشناسی ارشد اقتصاد فارغ‌التحصیل شد. او برای ادامه تحصیل در مقطع دکترای اقتصاد سیاسی در مدرسه اقتصاد لندن، بورسیه مارشال دریافت کرد و بعداً برای تحصیل زیر نظر اقتصاددان نظری جون رابینسون که استاد راهنمای پایان‌نامه دکترای او بود، به دانشگاه منتقل شد. آلپروویتز پایان‌نامه خود را در مورد نقش بمب اتم در ایجاد نظم اقتصادی پس از جنگ نوشت. او همزمان با تکمیل تحصیلات دکترای خود، به مدت دو سال در مجلس نمایندگان ایالات متحده به عنوان دستیار قانونگذاری رابرت کاستن‌مایر کار کرد. او در سال ۱۹۶۴ به عنوان عضو کالج کینگ، دانشگاه کمبریج، منصوب شد.